# 日本新聞網 (TBS)

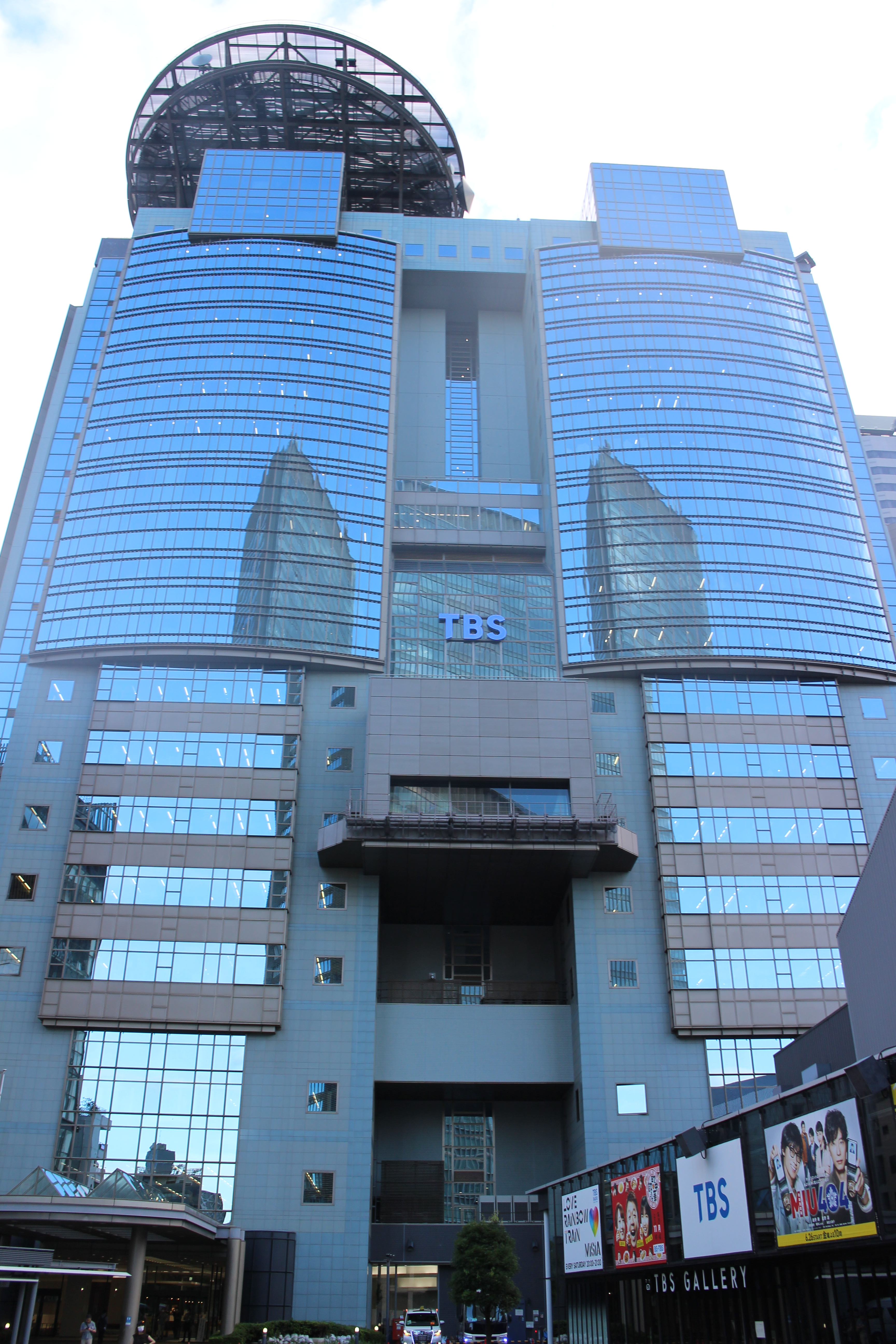
TBS放送中心

日本新聞網（日语： Japan Nyūsu Nettowāku ?），簡稱，是以TBS電視台為核心的電視聯播網，成立於1959年8月1日，為日本歷史最悠久的電視聯播網，其加盟台亦多為各縣最初設立的商業廣播公司（多是廣電兼營）。
JNN成立之時，核心成員是「五社聯盟」（東京放送、朝日放送、中部日本放送、北海道放送、RKB每日放送），有16個電視台加盟。1975年，JNN和ANN交換彼此在近畿地方的加盟台。在朝日放送退出的同時，每日放送加入JNN，以理順資本關係。目前JNN共有28個成員，以聯播新聞節目為主。在大多數的情況下，JNN也等同於TBS電視網（TBSネットワーク，又稱為「TBS系列」），後者是指TBS電視台其他類型節目的聯播服務。由於JNN設有排他協定，因此其成員沒有跨網台。

## 歷史

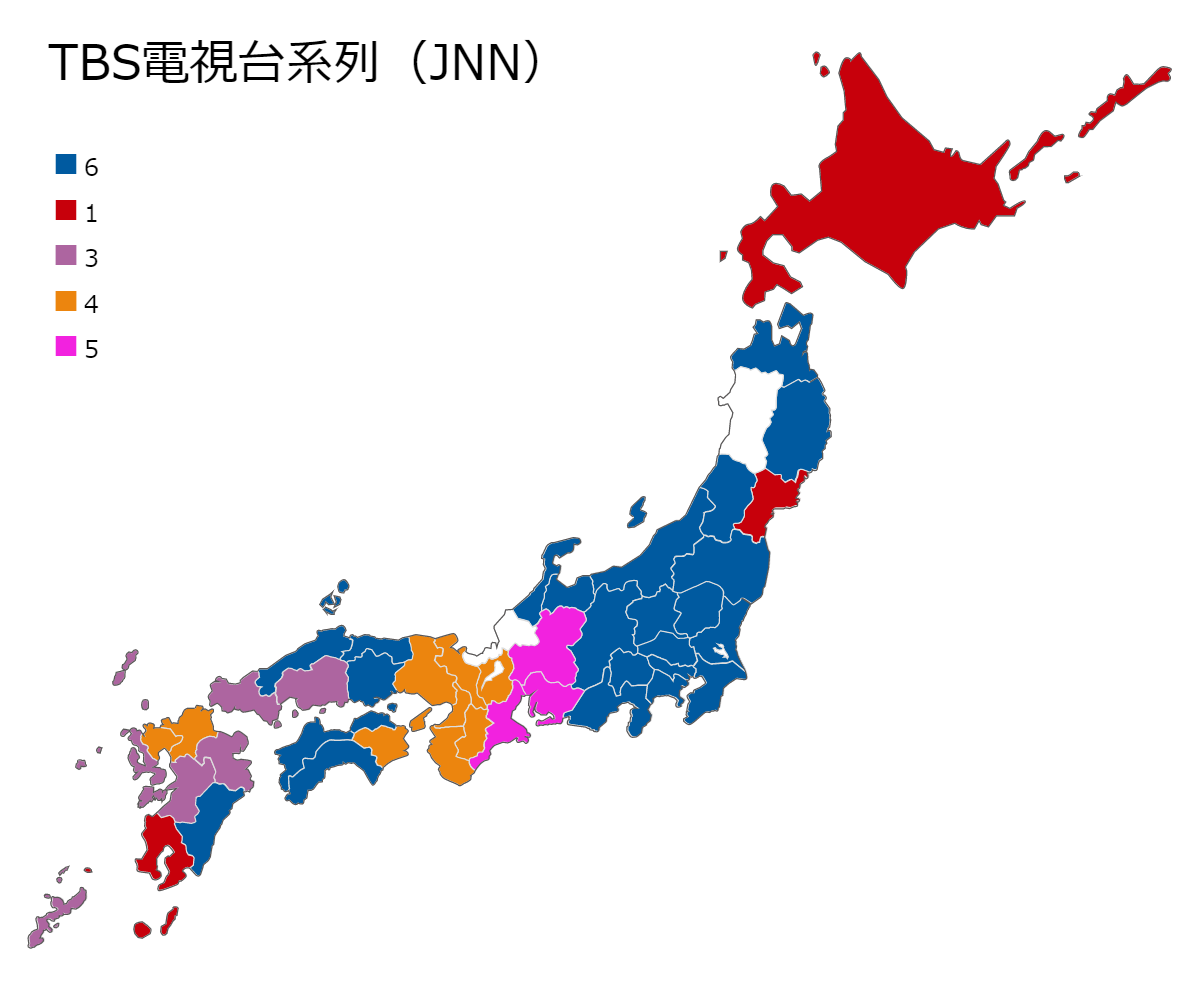
JNN各台遙控器號碼

在日本僅有四家商業電視台（日本電視台、東京電台電視台（以下簡稱KRT）、大阪電視放送、中部日本放送）的1956年，電視聯播網關係相當鬆散。東京的日本電視台、KRT為回收節目製作費用和滿足廣告主需求，需盡可能將其節目銷往東京以外的兩家商業電視台（大阪電視放送、中部日本放送）。使得這兩家電視台可自由選擇想要聯播的節目，處於優勢地位:100:7。1956年11月15日，四家商業電視台簽訂《有關電視廣播節目交流的四社協議書》（テレビジョン放送番組の交流に関する四社協定覚書），具體規定節目聯播的相關事宜:11-12。此後北海道放送、RKB每日放送亦加入這一協議，四社協議擴大至六社協議。這時協議書的內容並未有大幅變動:12。但在山陽放送、西日本放送、讀賣電視台、西日本電視台加入，成為10社協議之後，以特別分擔金為中心，協議內容發生大幅變更:12-13。1958年10月時，大阪電視放送、RKB每日放送、山陽放送明確和KRT屬於同一聯播網；而日本電視台系聯播網則包括讀賣電視台、西日本電視台、西日本放送；其它三家電視台則是KRT略佔優勢的跨網台:23。
1957年10月，郵政省發出34家商業電視台執照，日本電視產業迎來飛速擴大期:18-19。而大都市圈以外地區的商業電視開播意味著聯播網的重要性日益凸顯:22-23。這一時期由於微波回線數量有限，地方電視台加入哪個聯播網很大程度上受回線的制約:23-24。
當時日本電視台擁有職棒轉播等王牌節目，試圖通過體育賽事轉播權擴大聯播網:24。對此KRT則以電視劇和新聞節目對抗:24。加上日本的商業廣播並不存在覆蓋全國的業者，因此各地業者合作進行新聞取材就更顯必要:24-25。1958年6月，KRT、中部日本放送、大阪電視放送、RKB每日放送、北海道放送簽訂《有關電視新聞的網路協議》（テレビニュースに関するネットワーク協定，又稱《五社協議》），開始互相交換新聞素材:25。此後KRT以《五社協議》為基礎，試圖說服地方電視台亦加入這一協議:27-28。同時KRT在這一時期已開始強調聯播網的排他性，在協議中明確表示不向其它聯播網提供新聞素材，且要求加盟各台不得播出其它聯播網的新聞節目:29。最後響應KRT構想的電視台共有16家。青森放送和南海放送雖然表示過參加意向，但最後並未參加:30-31。青森放送並未參加的理由是KRT並未提供廣告營業的數字保證；而南海放送則和中國放送的要求有關:30-31。
1959年4月1日的皇太子明仁和美智子的婚禮在催生JNN新聞協定的最後簽訂發揮了重要作用:33-36。1959年8月1日，伴隨著「JNN協定」的簽訂，JNN成為日本第一個商業電視聯播網:1。JNN的創始成員包括KRT（現TBS電視台）、北海道放送、東北放送、靜岡放送、信越放送、新潟電台（現新潟放送）、北陸放送、中部日本放送、大阪電視放送（現朝日放送電視台）、日本海電視台、山陽放送、中國電台（現中國放送）、RKB每日放送、長崎放送、熊本電台（現熊本放送）、南日本電台（現南日本放送），共計16家電視台。覆蓋當時日本約八成的人口:1-2。在JNN成立時，亦有櫻花新聞網（サクラ・ニュース・ネットワーク）、全日本新聞網等名稱提案，但最後採用現名:2。此後日本海電視台退出JNN，取而代之的是岩手放送、山陰放送、大分放送三台加入。因此在1959年年底，JNN有18家電視台加入:38。1960年，琉球放送、宮崎放送亦加入JNN，使其成員台增加到20台:38。1961年，JNN和美國CBS簽訂新聞節目特別協議，交換新聞素材:41-42。
JNN各台之間的合作之後從新聞節目擴大至各類節目。1960年，KRT、中部日本放送、朝日放送、RKB每日放送、北海道放送成立「五社聯盟」，在節目製作、編排、銷售、營業等領域展開全面合作:43-45，並且確立了相互對等的地位:46。五社聯盟的成立使得後發的TBS（KRT在1960年更名為TBS）的營業額在1962年得以超過日本電視台，利潤亦在1964年超過日本電視台:68-69。1963年5月1日，五社協定進行更新。和第一次五社協定不同的是，這次的改訂確立了TBS的中心地位:69。
1966年12月1日，新JNN新聞協定生效，規定聯播網共同播出的新聞不再共同製作，而是由TBS製作:85。1969年，JNN各加盟台出資設立新聞基金，最初的基金規模有4400萬日元（其中TBS出資1760萬日元）:87-88。同一時期，富士新聞網（FNN）、日本新聞網（NNN）相繼成立，聯播網競爭日趨激化:90-91。對此TBS在1969年設立聯播網本部（ネットワーク本部），以強化TBS的核心地位:92。但這遭到了五社聯盟其它四家成員的強烈反彈:101。最終TBS的聯播網本部在1970年8月解散:102。
1971年1月19日，JNN聯播網協議會舉辦創立總會。這一時期，山口電視台、高知電視台、山梨電視台加入JNN，使得JNN的成員台增加到23台:104。同時JNN成立了JNN數據庫（JNNデータバンク），以提供市場營銷資料:124。
1975年4月1日，近畿地方的商業電視台實現聯播網交換。朝日放送（大股東之一是朝日新聞社）退出JNN，加入ANN；每日放送則退出ANN，加入JNN。實現報社與電視聯播網的資本一致:149-152。這一時期，聯播網擴大的另一焦點是在青森電視台。青森電視台最初計劃加入JNN。但由於富士電視台提供強力的廣告營業保證，其一度傾向改為加入富士電視台聯播網。但在開播前夕的1969年10月1日，青森電視台決定以播出TBS的節目為主，但同時亦加入ANN，節目比例分配為JNN七成對ANN三成:153-154。1975年4月，青森電視台退出ANN，成為JNN的完全加盟台:155-156。

## 聯播網成員

### 現在的聯播網成員
JNN成員全部都是G Guide節目表數據放送業務的放送機構，在沒有JNN成員的秋田縣、福井縣、德岛县、佐賀縣則由當地民營電視台負責。
- ● - 兼營中波電台
- ○ - 以前兼營中波電台，現在由關聯公司或子公司經營 [3]

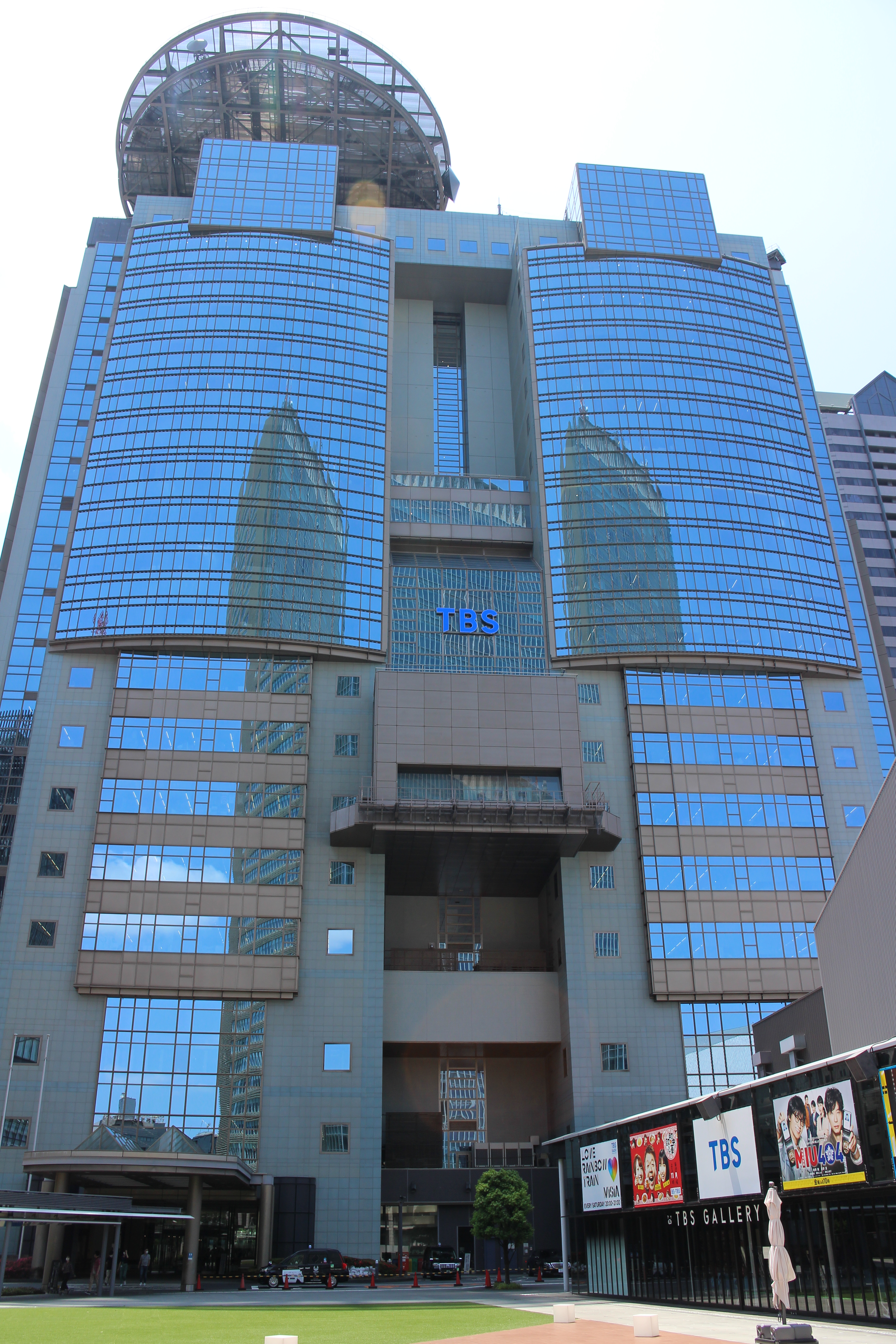
TBS電視台
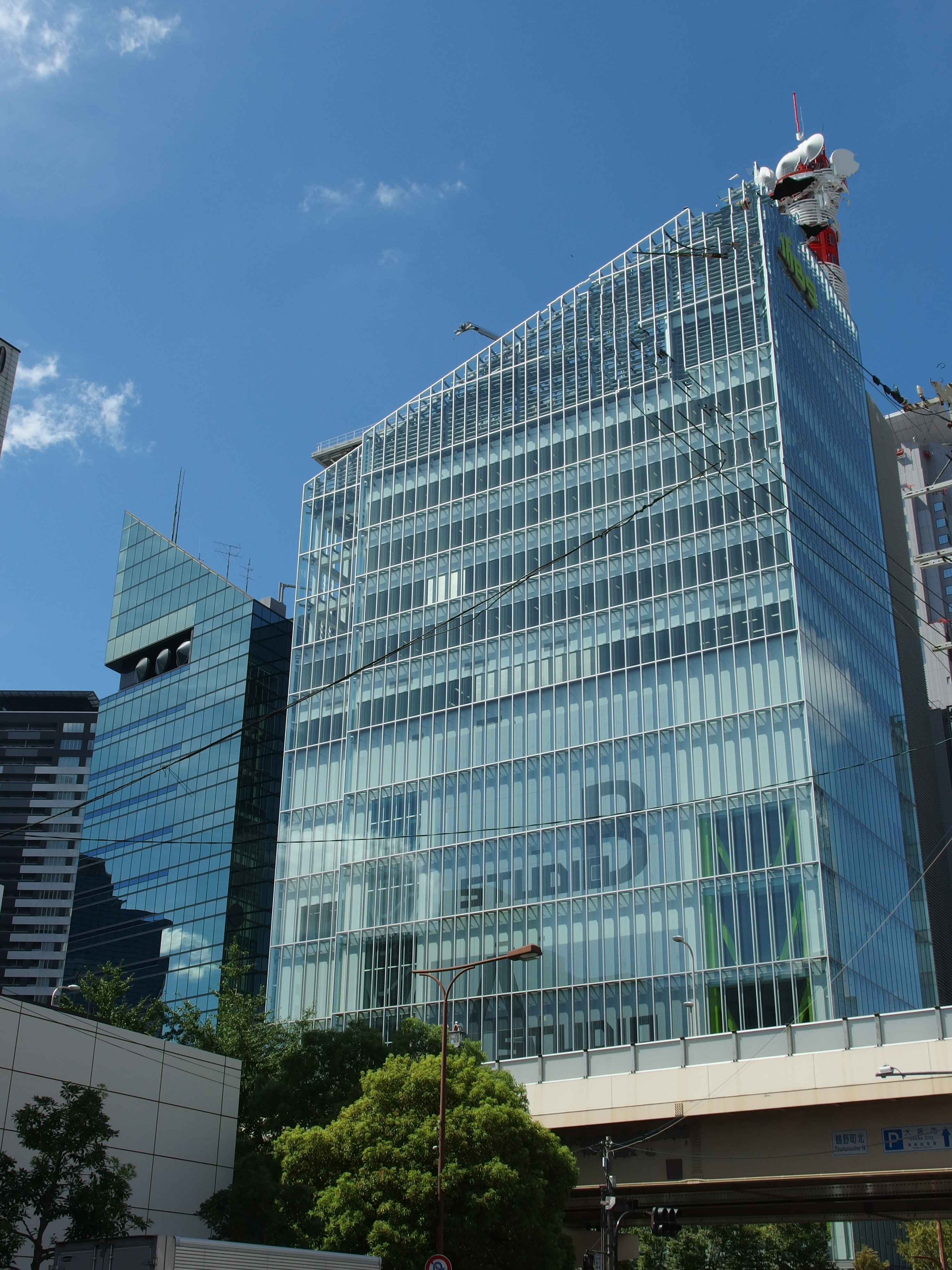
每日放送（MBS）
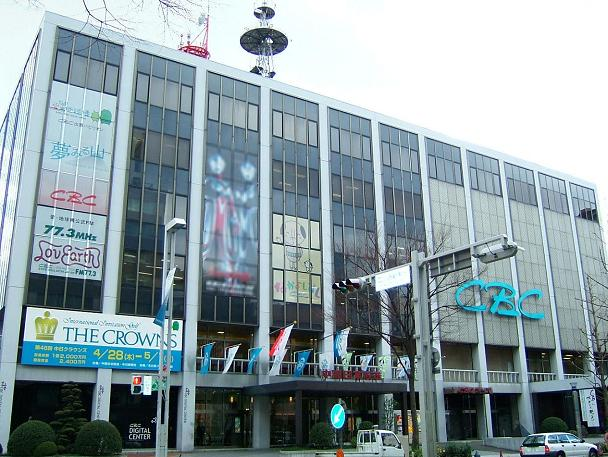
CBC電視台
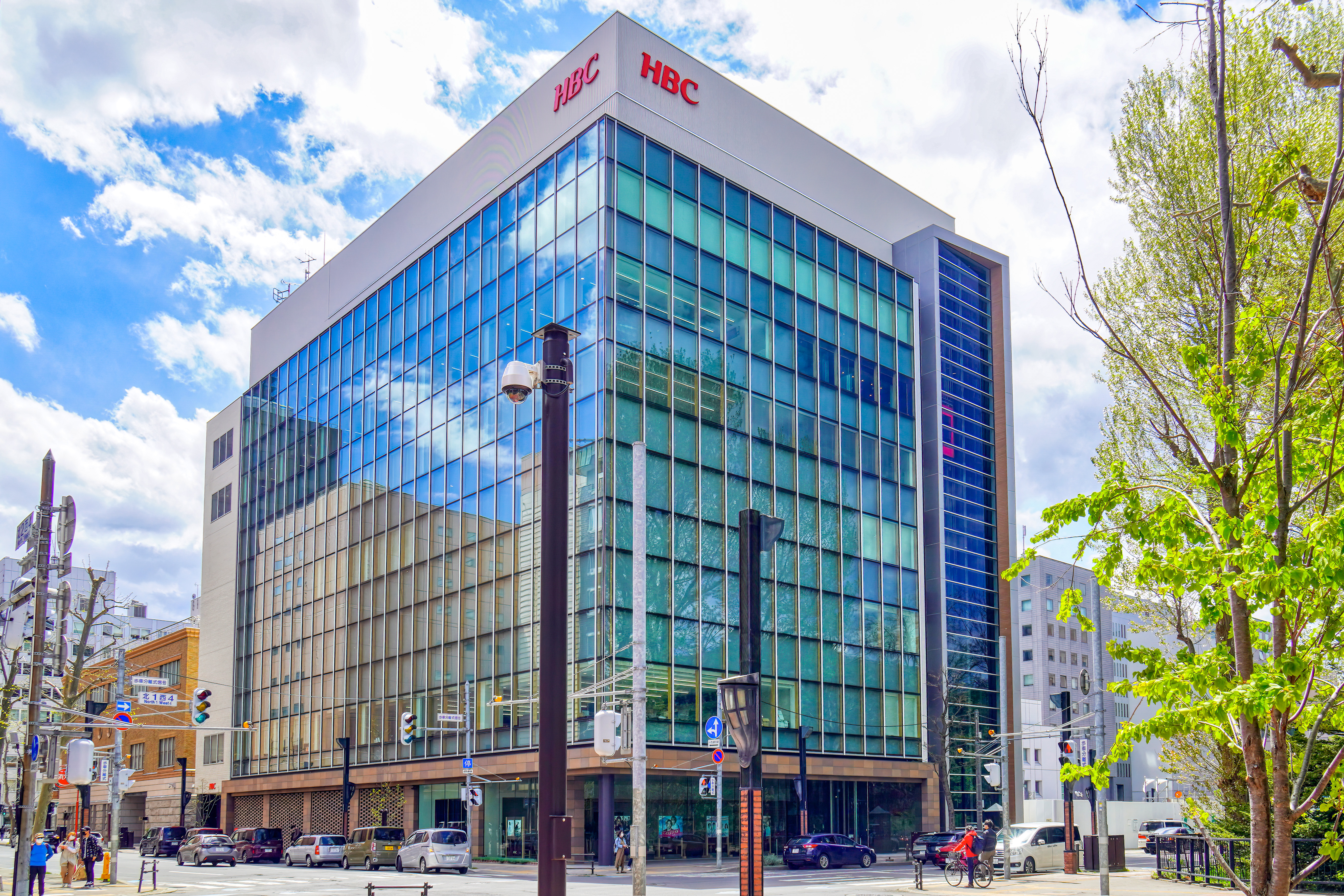
北海道放送（HBC）
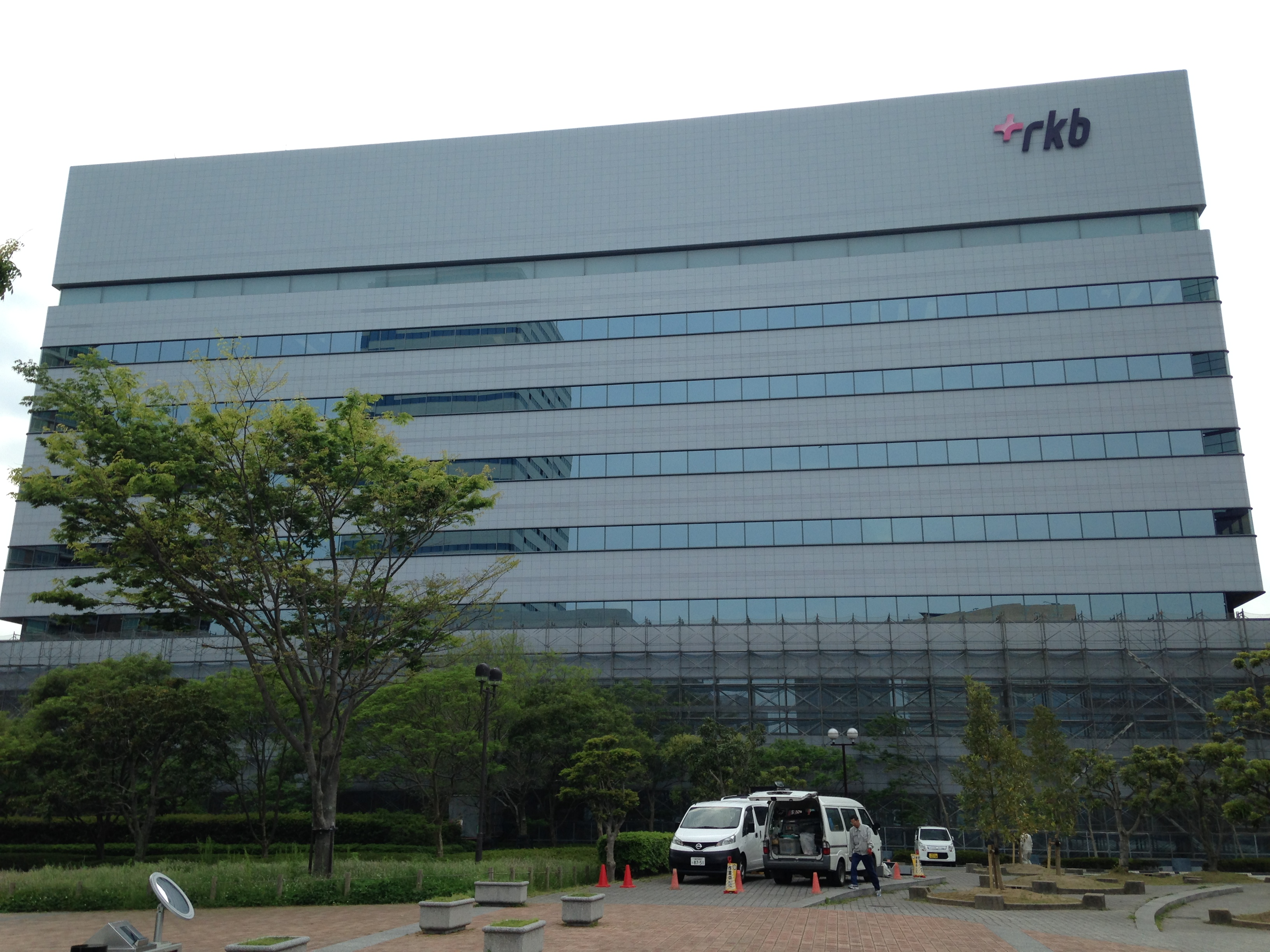
RKB每日放送

- ■ - 實施提供地域新聞視頻的成員
- ◆ - 第三部門放送局

| 播放地區   | 簡稱/頻道號 | 公司名       | 開播日期       | JNN加盟日          | 備注 | 標記 |
| ---------- | ----------- | ------------ | -------------- | ------------------ | --- | ---- |
| 北海道     | HBC 1       | 北海道放送   | 1957年4月1日   | 1959年8月1日成立時 | 基幹局。1seg不顯示水印。 | ●■   |
| 青森縣     | ATV 6       | 青森電視台   | 1969年12月1日  | 1975年3月31日      | 1seg不顯示水印。 | ■    |
| 岩手縣     | IBC 6       | IBC岩手放送  | 1959年9月1日   | 1959年9月1日       | 1995年6月22日之前的公司名是岩手放送。 | ●■   |
| 宮城縣     | TBC 1       | 東北放送     | 1959年4月1日   | 1959年8月1日成立時 | 基幹局。但沒有加入五社連盟。 | ●■   |
| 秋田縣     | 無成員台    | 無成員台     | 無成員台       | 無成員台           | 新聞採訪由IBC岩手放送負責。 G Guide節目數據放送業務由秋田電視台（FNN/FNS系列）負責。                                                                             |      |
| 山形縣     | TUY 6       | TVU山形      | 1989年10月1日  | 1989年10月1日      | |      |
| 福島縣     | TUF 6       | TVU福島      | 1983年12月4日  | 1983年12月4日      | |      |
| 關東廣域圈 | TBS 6       | TBS電視台    | 1955年4月1日   | 2009年4月1日       | 基幹局、核心局。2009年3月31日以前東京放送是牌照持有人。 | ○■   |
| 新潟縣     | BSN 6       | 新潟放送     | 1958年12月24日 | 1959年8月1日成立時 | 1959年8月1日正式加盟。1961年2月28日之前名稱為新潟電台（RNK）。                                                                                                   | ●■   |
| 長野县     | SBC 6       | 信越放送     | 1958年10月25日 | 1959年8月1日成立時 | 1952年3月7日之前的名稱為信濃放送（簡稱依然是SBC）。 | ●■   |
| 山梨縣     | UTY 6       | 山梨電視台   | 1970年4月1日   | 1970年4月1日       | |      |
| 静岡縣     | SBS 6       | 静岡放送     | 1958年11月1日  | 1959年8月1日成立時 | | ●■   |
| 富山縣     | TUT 6       | 鬱金香電視台 | 1990年10月1日  | 1990年10月1日      | 1992年9月30日之前的名稱為TVU富山。 |      |
| 石川縣     | MRO 6       | 北陸放送     | 1958年12月1日  | 1959年8月1日成立時 | 鬱金香電視台開播前，負責富山県的新聞採訪。 因未播放聯播網的廣告，1997年一整年停止其除新聞採訪以外其他會員活動的處分。                                            | ●    |
| 福井縣     | 無成員台    | 無成員台     | 無成員台       | 無成員台           | 新聞採訪方面，嶺北地方由北陸放送負責、嶺南地方由毎日放送負責。 G Guide節目數據放送業務由福井電視台（FNN/FNS系列）負責。                                          |      |
| 中京廣域圈 | CBC 5       | CBC電視台    | 1956年12月1日  | 2014年4月1日       | 基幹局。2014年3月31日為止中部日本放送是牌照持有人。1seg不顯示水印。                                                                                              | ○■   |
| 近畿廣域圈 | MBS 4       | 毎日放送     | 1959年3月1日   | 1975年3月31日      | 基幹局、準核心局。1seg不顯示水印。 曾與德岛县唯一的一家民營電視台四國放送(NNN/NNS系列局一起負責德岛县的G Guide節目表數據放送業務，後隨著停止模擬電視播放而停止。 | ●■   |
| 鳥取縣     | BSS 6       | 山陰放送     | 1959年12月15日 | 1959年12月15日     | 1959年12月15日開播時 - 1972年9月30日期間，電視頻道只在島根縣播放。                                                                                               | ●■◆  |
| 島根縣     | BSS 6       | 山陰放送     | 1959年12月15日 | 1959年12月15日     | 1959年12月15日開播時 - 1972年9月30日期間，電視頻道只在島根縣播放。                                                                                               | ●■◆  |
| 岡山縣     | RSK 6       | 山陽放送     | 1958年6月1日   | 1959年8月1日成立時 | 基幹局。不過不是五社聯盟成員。1958年6月1日開播時 - 1979年3月31日間、電視頻道只在岡山縣播放。                                                                     | ●◆   |
| 香川縣     | RSK 6       | 山陽放送     | 1958年6月1日   | 1959年8月1日成立時 | 基幹局。不過不是五社聯盟成員。1958年6月1日開播時 - 1979年3月31日間、電視頻道只在岡山縣播放。                                                                     | ●◆   |
| 廣島縣     | RCC 3       | 中国放送     | 1959年4月1日   | 1959年8月1日成立時 | 1967年3月31日之前名稱為中國電台（簡稱依然是RCC）。 | ●■◆  |
| 山口縣     | tys 3       | 山口電視台   | 1970年4月1日   | 1970年4月1日       | [ 13 ] |      |
| 德岛县     | 無成員台    | 無成員台     | 無成員台       | 無成員台           | 新聞採訪由每日放送負責。 G Guide節目表數據放送業務由四国放送（NNN/NNS系列）負責。                                                                                |      |
| 愛媛縣     | ITV 6       | 愛電視台     | 1992年10月1日  | 1992年10月1日      | 2002年9月30日之前的名稱是伊予電視台。 |      |
| 高知縣     | KUTV 6      | 高知電視台   | 1970年4月1日   | 1970年4月1日       | [ 16 ] |      |
| 福岡縣     | RKB 4       | RKB毎日放送  | 1958年3月1日   | 1959年8月1日成立時 | 基幹局。1958年8月17日之前的名稱是九州電台（簡稱依然是RKB）。 在模擬電視時代，亦在佐賀縣提供模擬電視信號的G Guide節目表數據放送業務。                             | ●■   |
| 佐賀縣     | 無成員台    | 無成員台     | 無成員台       | 無成員台           | 新聞採訪由RKB每日放送負責。 中波電台業務由NBC佐賀電台運營。 G Guide節目表數據放送業務由佐賀電視台（FNN/FNS系列）運行。                                           |      |
| 長崎縣     | NBC 3       | 長崎放送     | 1959年1月1日   | 1959年8月1日成立時 | | ●■   |
| 熊本縣     | RKK 3       | 熊本放送     | 1959年4月1日   | 1959年8月1日成立時 | 1961年5月31日之前的名稱是熊本電台（簡稱依然是RKK）。 | ●■   |
| 大分縣     | OBS 3       | 大分放送     | 1959年10月1日  | 1959年10月1日      | 1961年3月31日之前的名稱是大分電台。 | ●■◆  |
| 宮崎縣     | MRT 6       | 宮崎放送     | 1960年10月1日  | 1960年10月1日      | 1961年6月30日之前的名稱是宮崎電台（RMK）。 | ●■   |
| 鹿兒島縣   | MBC 1       | 南日本放送   | 1959年4月1日   | 1959年8月1日成立時 | 1961年9月30日之前的名稱是南日本電台。 | ●■   |
| 沖縄県     | RBC 3       | 琉球放送     | 1960年6月1日   | 1972年5月15日      | [ 20 ] | ●    |

- TBS電視台
- 每日放送（MBS）
- CBC電視台
- 北海道放送（HBC）
- RKB每日放送

### 非可收視地區收視聯播網節目之辦法
目前在秋田縣、福井縣、德島縣和佐賀縣並無JNN之加盟台，除佐賀縣外三縣的部分地區可通過接收臨近縣的JNN加盟台信號收看，而佐賀縣全境均可接收福岡縣JNN加盟台RKB每日放送。除接收無線電視訊號外，亦可通過安裝有線電視來收看JNN節目。各家有線電視系統業者可供播送的JNN加盟台不同，亦有可能不播送。
以下各電視台，是目前有購買JNN聯播網一般節目播放的電視台。
| 地域   | 简称 | 名稱       | 所属联播网  | 縣內有線電視轉播之JNN成員台                                      | 無線電視接收JNN成員台          | 備註                           |
| ------ | ---- | ---------- | ----------- | ---------------------------------------------------------------- | ------------------------------ | ------------------------------ |
| 秋田縣 | ABS  | 秋田放送   | NNN/NNS     | 青森電視台（大馆市） TVU山形（由利本莊市） IBC岩手放送（秋田市） | TVU山形（秋田市以南的沿岸）    |                                |
| 秋田縣 | AFK  | 秋田電視台 | FNN/FNS     | 青森電視台（大馆市） TVU山形（由利本莊市） IBC岩手放送（秋田市） | TVU山形（秋田市以南的沿岸）    |                                |
| 福井縣 | FTB  | 福井電視台 | FNN/FNS     | 每日放送（領南地方與南越前町） 北陸放送（其餘地區）              | CBC電視台（大野市部分地區）    |                                |
| 福井縣 | FBC  | 福井放送   | NNN/NNS/ANN | 每日放送（領南地方與南越前町） 北陸放送（其餘地區）              | CBC電視台（大野市部分地區）    |                                |
| 德岛县 | JRT  | 四國放送   | NNN/NNS     | 每日放送・山陽放送                                               | 每日放送・山陽放送             |                                |
| 佐賀縣 |      | 無         |             | RKB每日放送                                                      | RKB每日放送・长崎放送 熊本放送 | 全縣皆可收到RKB每日放送 的信號 |

## 海外支局
| 地區         | 海外支局名稱  | 設置・運營加盟台 | 備註 |
| ------------ | ------------- | ---------------- | --- |
| 北美         | JNN紐約支局   | TBS電視台        | 靜岡放送亦曾派遣記者                                                                                               |
| 北美         | JNN華盛頓支局 | TBS電視台        | |
| 北美         | JNN洛杉磯支局 | CBC電視台        | 每日放送亦曾開設支局。TBS電視台亦派有記者。                                                                        |
| 歐洲・前蘇聯 | JNN倫敦支局   | TBS電視台        | |
| 歐洲・前蘇聯 | JNN莫斯科支局 | TBS電視台        | 北海道放送亦派有記者。                                                                                             |
| 歐洲・前蘇聯 | JNN巴黎支局   | 每日放送         | 1969年由朝日放送開設。朝日放送在1975年加入ANN後，TBS另行開設巴黎支局，後曾一度關閉。每日放送在2017年10月再度開設。 |
| 亞洲         | JNN中東支局   | TBS電視台        | 設立於2012年7月。前身是山陽放送開設的JNN開羅支局（2012年3月關閉）。                                                |
| 亞洲         | JNN北京支局   | 北海道放送       | TBS電視台亦派有記者。                                                                                              |
| 亞洲         | JNN上海支局   | 每日放送         | 在1992年至2000年由中國放送運營。                                                                                   |
| 亞洲         | JNN首爾支局   | TBS電視台        | RKB每日放送亦派有記者                                                                                              |
| 亞洲         | JNN曼谷支局   | RKB每日放送      | TBS電視台亦派有記者                                                                                                |

## 各節新聞

### 随時
- JNN News（1959年8月~2009年3月）
- THE NEWS（2009年3月至今）

### 晨間
周一～周五
- JNN新聞（1959年8月－1971年3月）
- モーニングジャンボ（1971年4月－1972年3月）
- モーニングジャンボ・JNNニュースショー（1972年4月－1974年12月）
- JNN NEWS CALL（第一期）（1975年1月－1976年9月）
- JNN新聞（1976年10月－1983年3月）
- JNNおはようニュース&スポーツ（1983年4月－1991年3月）
- JNN八点鐘新聞（1983年4月 - 1987年3月）
- JNN NEWS CALL（第二期）（1991年4月－1993年9月）
- JNNニュース あなたにオンタイム（1993年10月－1995年3月）
- JNN News オンタイム（1995年4月－1996年5月）
- おはようクジラ（1996年6月－1999年3月）
- エクスプレス（1999年4月－2002年3月）
- おはよう!グッデイ（2002年4月－2003年3月）
- ウォッチ!（2003年4月－2005年3月）
- みのもんたの朝ズバッ!（2005年4月－）

周六
- JNN新聞（1959年8月－1972年3月）
- モーニングジャンボJNNニュースショー（1972年4月－1974年12月）
- JNN新聞（1975年1月－1984年3月）
- JNNおはようニュース&スポーツ（1984年4月－1991年3月）
- JNN NEWS CALL（1991年4月－1993年9月）
- JNN News あなたにオンタイム（1993年10月－1995年3月）
- JNN News オンタイム（1995年4月－1996年5月）
- JNN新聞（1996年6月－2009年3月）
- JNN THE NEWS（2009年4月4日 - 至今）

周日
- JNN新聞（1959年8月－1985年3月）
- JNNおはようニュース&スポーツ（1985年4月－1991年3月）
- JNN NEWS CALL（1991年4月－1993年9月）
- JNN News あなたにオンタイム（1993年10月－1995年3月）
- JNN News オンタイム（1995年4月－1996年5月）
- JNN新聞（1996年6月－2009年3月）
- JNN THE NEWS（2009年4月5日 - 至今）

### 午間
周一～周五
- JNN News（1959年8月－1992年3月）
- JNN News 1130（1992年4月－2000年3月）
- Best Time（2000年4月－2004年3月）
- ニュースフロント（2004年4月－2005年3月）
- きょう発プラス!（2005年4月－2006年9月）
- ピンポン!（2006年10月－2009年3月27日）
- ひるおび!・JNN THE NEWS（2009年3月30日－）

周六&周日
- JNN News（1959年8月－）
- JNN THE NEWS（2009年4月4日－2010年3月27日）
- JNN NEWS（2010年4月3日－）

### 傍晚
周一～周五
- JNN電視夕刊（1959年8月－1962年9月）
- JNNニュースコープ（1962年10月－1990年3月）
- JNN新聞之森（1990年4月－2005年3月）
- JNN晚間新聞（2005年3月28日－2009年3月27日）
- 総力報道!THE NEWS（2009年3月30日－2010年3月26日）
- 新聞演播室（日语：Nスタ）（2010年3月29日－）

周六
- JNN電視夕刊（1959年8月－1962年9月）
- JNNニュースコープ（1962年10月－1990年3月）
- JNN新聞之森（1990年4月－2005年3月）
- JNN Evening・News（2005年4月－2008年3月）
- 報道特集NEXT（2008年4月－2010年3月）
- 報導特集（日语：報道特集）（2010年4月－）

周日
- JNN電視夕刊（1959年8月－1965年3月）
- JNNニュースコープ（1965年4月－1990年3月）
- JNN新聞之森（1990年4月－2005年3月）
- JNN晚间新闻（2005年4月－2010年3月28日）
- 新聞演播室（日语：Nスタ）週日版（2010年4月4日－）

### 20:54～21:00
- JNN Flash News

### 夜間
周一～周五
- JNN News（1959年8月－1969年3月）
- JNN News Desk（1969年4月－1986年9月）
- Network JNN（1986年10月－1987年9月）
- News22PrimeTimeJNN（1987年10月－1988年9月）
- JNN News Desk '88（1988年10月－1988年12月）
- JNN News Desk '89（1989年1月－1989年9月）
- 筑紫哲也 NEWS23→NEWS23（1989年10月－）

周六
- JNN News（1959年8月－1978年3月）
- JNN News Desk（1978年4月－1988年9月）
- JNN News（1988年10月－1990年9月）
- JNN SPORTS and NEWS（1990年10月－2002年3月）
- JNN News（2002年4月－）

周日
- JNN News（1959年8月－1981年3月）
- JNN News Desk（1981年4月－1988年9月）
- JNN News（1988年10月－1990年9月）
- JNN SPORTS and NEWS（1990年10月－2002年3月）
- JNN News（2002年4月－）

## 参見
- TBS NEWS DIG

## 外部鏈結
- JNN web （页面存档备份，存于）
- TBS News-i （页面存档备份，存于）
- TBS News-i （页面存档备份，存于）（YouTube）